# Labium clavicorne
Labium clavicorne är en stekelart som beskrevs av Morley 1915. Labium clavicorne ingår i släktet Labium och familjen brokparasitsteklar. Inga underarter finns listade i Catalogue of Life.